# رایت بای سیفلد
رایت بای سیفلد (به آلمانی: Reith bei Seefeld) یک منطقهٔ مسکونی در اتریش است که در اینسبروک لند واقع شده‌است. رایت بای سیفلد ۱۷٫۴ کیلومتر مربع مساحت دارد ۱٬۱۸۰ متر بالاتر از سطح دریا واقع شده‌است.